# Festival di Cannes 1947
La 2ª edizione del Festival di Cannes si è svolta a Cannes dal 12 al 25 settembre 1947.
In questa edizione il Grand Prix per il miglior film è stato suddiviso in cinque differenti categorie.

## Selezione ufficiale

### Concorso
- Amore e fortuna (Antoine et Antoinette), regia di Jacques Becker (Francia)
- La terra del desiderio (Skepp till India land), regia di Ingmar Bergman (Svezia)
- Anime in delirio (Possessed), regia di Curtis Bernhardt (USA)
- La figlia del capitano, regia di Mario Camerini (Italia)
- I maledetti (Les Maudits), regia di René Clément (Francia)
- Les amants du Pont Saint Jean, regia di Henri Decoin (Francia)
- Risorgere per amare (Les Jeux sont faits), regia di Jean Delannoy (Francia)
- Odio implacabile (Crossfire), regia di Edward Dmytryk (USA)
- Al Jolson (The Jolson Story), regia di Alfred E. Green (USA)
- Boomerang - L'arma che uccide (Boomerang), regia di Elia Kazan (USA)
- A tanítónő, regia di Márton Keleti (Ungheria)
- Carnefice di me stesso (My Own Executioner), regia di Anthony Kimmins (Gran Bretagna)
- Il delitto di Giovanni Episcopo, regia di Alberto Lattuada (Italia)
- Sperduti nel buio, regia di Camillo Mastrocinque (Italia)
- Marouf, the Cairo Cobbler, regia di Jean Mauran (Marocco)
- Lo strano amore di Marta Ivers (The Strange Love of Martha Ivers), regia di Lewis Milestone (USA)
- La colpa de la Dolores, regia di Benito Perojo (Argentina/Spagna)
- Incatenata (The Chase), regia di Arthur Ripley (USA)
- Dumbo, regia di Ben Sharpsteen e Walt Disney (USA)
- Två kvinnor, regia di Arnold Sjöstrand (Svezia)
- La gata, regia di Mario Soffici (Argentina)
- Paris 1900, regia di Nicole Vedres (Francia)
- La sfinge del male (Ivy), regia di Sam Wood (USA)
- Ziegfeld Follies, regia di autori vari (USA)

## Giuria
- Georges Huisman, storico (Francia) - presidente
- Raymond Borderie (Francia)
- Georges Carrière, cinefilo (Francia)
- Chosson (Francia)
- Joseph Dotti, cinefilo (Francia)
- Escoute (Francia)
- Jean Grémillon, regista (Francia)
- Maurice Hille, cinefilo (Francia)
- Robert Hubert, direttore della fotografia (Francia)
- René Jeanne, critico (Francia)
- Alexandre Kamenka, produttore (Francia)
- Jean Mineur (Francia)
- Henri Moret, cinefilo (Francia)
- Jean Nery, critico (Francia)
- Maurice Perisset, cinefilo (Francia)
- Georges Raguis (Francia)
- Georges Rollin, attore (Francia)
- Régis Roubin, cinefilo (Francia)
- Marc-Gilbert Sauvajon, sceneggiatore (Francia)
- Segalon, cinefilo (Francia)
- René Sylviano (Francia)

## Palmarès
- Grand Prix per la miglior commedia musicale (Prix du meilleure comédie musicale): Ziegfeld Follies, regia di autori vari (USA)
- Grand Prix per il miglior film d'animazione (Prix du meilleur dessin animé): Dumbo, regia di Ben Sharpsteen e Walt Disney (USA)
- Grand Prix per il miglior film d'avventura e poliziesco (Prix du meilleur film d'aventures et policier): I maledetti (Les maudits), regia di René Clément (Francia)
- Grand Prix per il miglior film psicologico e d'amore (Prix du meilleur film psychologique et d'amour): Amore e fortuna (Antoine et Antoinette), regia di Jacques Becker (Francia)
- Grand Prix per il miglior film sociale (Prix du meilleur film social): Odio implacabile (Crossfire), regia di Edward Dmytryk (USA)